# نقد بلاغي
يهتم النقد البلاغي بتحليل الأدوات الرمزية المصطنعة التي يستعين بها الإنسان في التخاطب؛ بما يشمل الكلمات، والعبارات، والصور، والإيماءات، والاستعراضات، والنصوص، والأفلام وغيرها من الأدوات التي يستعين بها الإنسان في التواصل مع غيره من الناس. يوضح لنا التحليل البلاغي كيف تُستخدم تلك الأدوات، ومدى كفاءتها في التخاطب مع الجمهور، أو إحاطتهم بنبأ ما، أو توجيههم، أو إمتاعهم، أو إثارتهم، أو إقناعهم بشيء ما؛ وبالتالي من شأن الخطاب أن يعزز أخلاقيات كلٍ من القارئ والمتفرج والمستمع. يهتم النقد البلاغي إذًا بدراسة وتحليل المغزى وراء الكلمات، والمرئيات، والأصوات التي يصطنعها الإنسان للتواصل مع غيره.

يعود تاريخ فنون النقد البلاغي إلى عهد أفلاطون في العصر الكلاسيكي اليوناني (من القرن الرابع إلى الخامس ق. م.). وفي حوار فيدروس (قرابة عام 370 ق. م.) حلل الفيلسوف اليوناني سقراط خطابًا ألقاه ليسياس (230–235 ق. م.) ليرى إن كان جديرًا بالإشادة أم لا.
«يُعد النقد فنًا وليس علمًا. فهو لا يعتمد على منهج علمي موضوعي؛ بل يقوم على أساليب التعليل التي تختلف من شخص إلى آخر. وهو قائم بذاته لا يقترن وجوده بسبل المعرفة الأخرى مثل العلوم الاجتماعية أو العلوم الطبيعية».
الهدف الأكاديمي من النقد البلاغي هو فهم العلاقات البشرية وتقديرها بصورة أفضل:
«بوسع الناقد أن يخلق طرقًا جديدة ومشوقة لرؤية العالم من خلال تعزيز الفهم والإدراك. فمن خلال الفهم بوسعنا أن نعزز معرفتنا بطرق التواصل البشري. قد يساعدنا ذلك من ناحية نظرية في التحكم بتعاملاتنا مع غيرنا بصورة أفضل».

## التحليل البلاغي
يُعرف مصطلح «النقد البلاغي» الشائع استخدامه في مجال التواصل الخطابي بالتحليل البلاغي في اللغة الإنجليزية. ومن خلال تلك العملية التحليلية يتمكن المحلل من تعريف الأدوات البلاغية وتصنيفها وتفسيرها وتقييمها. ومن خلالها كذلك يتمكن الناقد من استكشاف المعنى الظاهر والباطن للأعمال البلاغية باستخدام طرق عدة، ما يمكنا من سبر أغوار علم البلاغة بصفة عامة، والأدوات البلاغية بصفة خاصة. على سبيل المثال، قد تكشف لنا دراسة العمل البلاغي عن الدوافع أو الأيدولوجيات التي يعتنقها الخطيب، وكيف يفسر الخطيب جوانب المواقف البلاغية التي يتعرض لها، وكيف يتجلى تأثير الأيدولوجيات الثقافية على أداة بلاغية معينة. ومن شأن التحليل البلاغي أيضًا أن يوضح لنا كيف تؤثر الظروف على النص البلاغي الذي ينتج كرد فعل لها. تهتم بعض طرق التحليل كذلك بدراسة أوجه المقارنة بين العناصر البلاغية وعناصر الرواية أو السينما التقليدية.

### تعريف
بصفة عامة، يفتقر الجمهور العادي المعرفة والخبرة الكافيتين لتمييز النصوص البلاغية من أول نظرة. ولذا فإن أحد أهم وظائف الدراسات البلاغية هي تحديد ما إذا كانت أداة معينة تُعد ضربًا من البلاغة بطبيعتها. ويتطلب ذلك معرفة القيود المفروضة على الخطيب، وطبيعة الجمهور، وقدرة الأداة على الإقناع.

### تصنيف
يهتم علم النقد بتقسيم الحوارات البلاغية إلى عدة تصنيفات نوعية، إما عن طريق التعليلات الصريحة، أو كجزء ضمني من عملية النقد ذاتها. على سبيل المثال، أيًا كان المعيار الذي يحكم به البليغ على عمل بلاغي معين فهو مُستمد كليًا من أعمال بلاغية أخرى، وبالتالي فلا بد له من أن ينتمي إلى تصنيف معين. ونفس الشيء ينطبق على الأمثلة وأقوال الخبراء التي يستعين بها الناقد في عمله النقدي.
تشمل أصناف البلاغة التقليدية: الخطاب الدفاعي، والخطاب الشعائري، والنواح؛ ولكنها الآن صارت تشمل أصنافًا عديدة أخرى.

### تحليل
ينطوي التحليل البلاغي على دراسة الإنشاءات البلاغية وتحليل أدوار العناصر البلاغية والخطابية داخل سياق الأداة البلاغية. يُعد التحليل البلاغي فنًا يتطلب من البليغ أن ينمي قدراته التعليلية التي تمكنه من الحكم على الأعمال البلاغية بأفضل صورة. يجب على البليغ أن ينظر لعمله بعين ناقدة بلاغية، وأن يتفهم ضرورة أبحاثه وتحليلاته. يجب على البليغ أيضًا أن يتسلح بالعلم والمنطق للدفاع عن طريقة تحليله ودقة أبحاثه.